# Ada Rapoport-Albert
Ada Rapoport-Albert (en hebreo עדה רפפורט-אלברט, Tel Aviv, 26 de octubre de 1945-Londres, 18 de junio de 2020) fue una investigadora académica israelí nacionalizada británica. Conocida por su trabajo de investigación en el movimiento jasídico iniciado en Polonia en el siglo XVIII y por la creación y desarrollo del  Departamento de Estudios Hebreos y Judíos en el University College de Londres.

## Biografía
Obtuvo la licenciatura y doctorado en Historia judía en la University College London, donde más tarde ejerció de profesora asociada en Historia judía, consiguiendo años más tarde el reconocimiento de profesora emérita. En 2002, fue la directora del departamento de Estudios hebreos y judíos de dicha universidad. Durante treinta años ejerció de asesora para la editorial Littman Library of Jewish Civilization, además de participar en diversos proyectos sobre el judaísmo en Europa del Este.
Su carrera estuvo centrada en estudio del jasidismo, tema en el que centró su tesis doctoral, así como en las teorías de género dentro del ámbito del judaísmo. Se interesó además en el contexto literario del Zohar —obra sobre la  Cábala—, investigación que duró cinco años y fue coeditado por Departamento de Estudios Hebreos y Judíos.
Ha publicado numerosos estudios sobre el estudio del jasidismo y también sobre la función de las mujeres en el mismo y su función en la mística del judaísmo.
Falleció en Londres a los setenta y cuatro años el 18 de junio de 2020.

## Publicaciones

### Libros
- Women and the Messianic Heresy of Sabbatai Zevi: 1666-1816, traducido del hebreo por Deborah Greniman, Littman Library of Jewish Civilization, 2011, ISBN 9781904113843.
- Hasidic Studies: Essays in History and Gender, Littman Library of Jewish Civilization, 2018, ISBN 978-1-906764-82-1.

### Editora
- Jewish History: Essays in Honour of Chimen Abramsky, Ada Rapoport-Albert y Steven J.Zipperstein (ed.),  Londres: P. Halban, 1988.
- Essays in Jewish Historiography, Atlanta, Ga.: Scholars Press, 1988.
- Hasidism Reappraised, Littman Library of Jewish Civilization, 1996.
- From Judaism to Christianity: Studies in the Hebrew and Syriac Bibles, editado por Ada Rapoport-Albert y Gillian Greenberg, Michael P. Weitzman, Oxford: Publicado por Oxford University Press para la Universidad de Manchester, 1999.
- Biblical Hebrews, Biblical Texts: Essays in Memory of Michael P. Weitzman, Ada Rapoport-Albert, Gillian Greenberg (ed.), , Londres: Sheffield Academic Press, 2001.
- A Covenant with Death: Death in the Iron Age II and Its Rhetorical Uses in Proto-Isaiah; Christopher B. Hays. Wm. B. Eerdmans Publishing. 2015.